# Cosmoscarta trifasciata
Cosmoscarta trifasciata är en insektsart som beskrevs av Schmidt 1910. Cosmoscarta trifasciata ingår i släktet Cosmoscarta och familjen spottstritar. Inga underarter finns listade i Catalogue of Life.